# Гришине (Пологівський район)
Гри́шине — село в Україні, у Молочанській міській громаді Пологівського району Запорізької області. Населення становить 191 осіб. До 2020 орган місцевого самоврядування - Балківська сільська рада.

## Географія
Село Гришине знаходиться на лівому березі річки Курушан, нижче за течією на відстані 1,5 км розташоване село Козолугівка. Річка в цьому місці пересихає.

## Історія
- 1921 — дата заснування.
- 12 червня 2020 року, відповідно до Розпорядження Кабінету Міністрів України від № 713-р «Про визначення адміністративних центрів та затвердження територій територіальних громад Запорізької області», увійшло до складу Молочанської міської громади.[1]
- 19 липня 2020 року, в результаті адміністративно-територіальної реформи та ліквідації Токмацького району, селище увійшло до складу Пологівського району.[2]

Колишній орган місцевого самоуправління — Балківська сільська рада.